# Wijdporiekurkzwam
De wijdporiekurkzwam (Datronia mollis) is een schimmel behorend tot de familie Polyporaceae. Hij leeft saprotroof op dood takhout van loofbomen als esdoorns, beuken, populieren en eiken. De vrij stevige vruchtlichamen worden bij gunstige weersomstandigheden geproduceerd tussen januari tot oktober maar zijn het hele jaar te vinden. De zwam veroorzaakt witrot van hout. In het verrotte hout zijn zwarte lijnen tussen de zones zichtbaar.

## Kenmerken

### Uiterlijke kenmerken
De zwam vormt voornamelijk korstvormige vruchtlichamen die tot 0,6 cm dik en tot 17 cm lang zijn. Meestal is de rand tot een ca. 2 cm smalle hoed teruggevouwen. Het bovenoppervlak van die hoedrand is borstelig of fluweelachtig en is bruin tot zwart van kleur. Het vlees is bleek geelbruin en kurkachtig taai, onder het hoedvilt bevindt zich een zwartachtige, dunne grenslijn.
Het uit relatief grote buisjes bestaande hymenofoor is vuilbeige of geelachtig bruin tot grijsachtig van kleur. De buizen zijn 0,5 tot 5 mm lang, de poriën hebben een diameter van 1-2 mm en zijn onregelmatig, enigszins langwerpig of veelhoekig van vorm. De poriën zijn vaak labyrintachtig verbonden. Het vruchtvlees is lichtbruin. De sporenprint is licht- tot donkerbruin van kleur.

### Microscopische kenmerken
De basidiosporen zijn cillindrisch, glazig, glad, inamyloïde en meten 8-10 × 2,5-3,5 µm. Hij heeft een dimitisch hyfensysteem.

## Verspreiding
De wijdporiekurkzwam komt voor op alle continenten behalve Antarctica.
In Nederland en België komt hij algemeen voor. Hij is niet bedreigd en staat niet op de rode lijst.

## Foto's

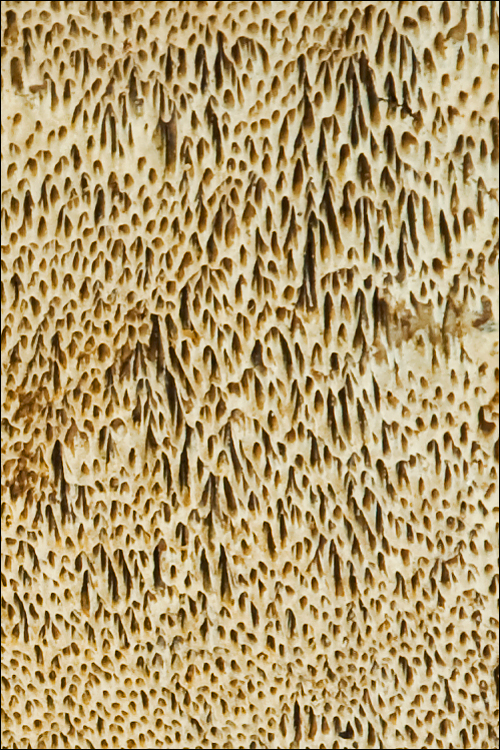
Poriën
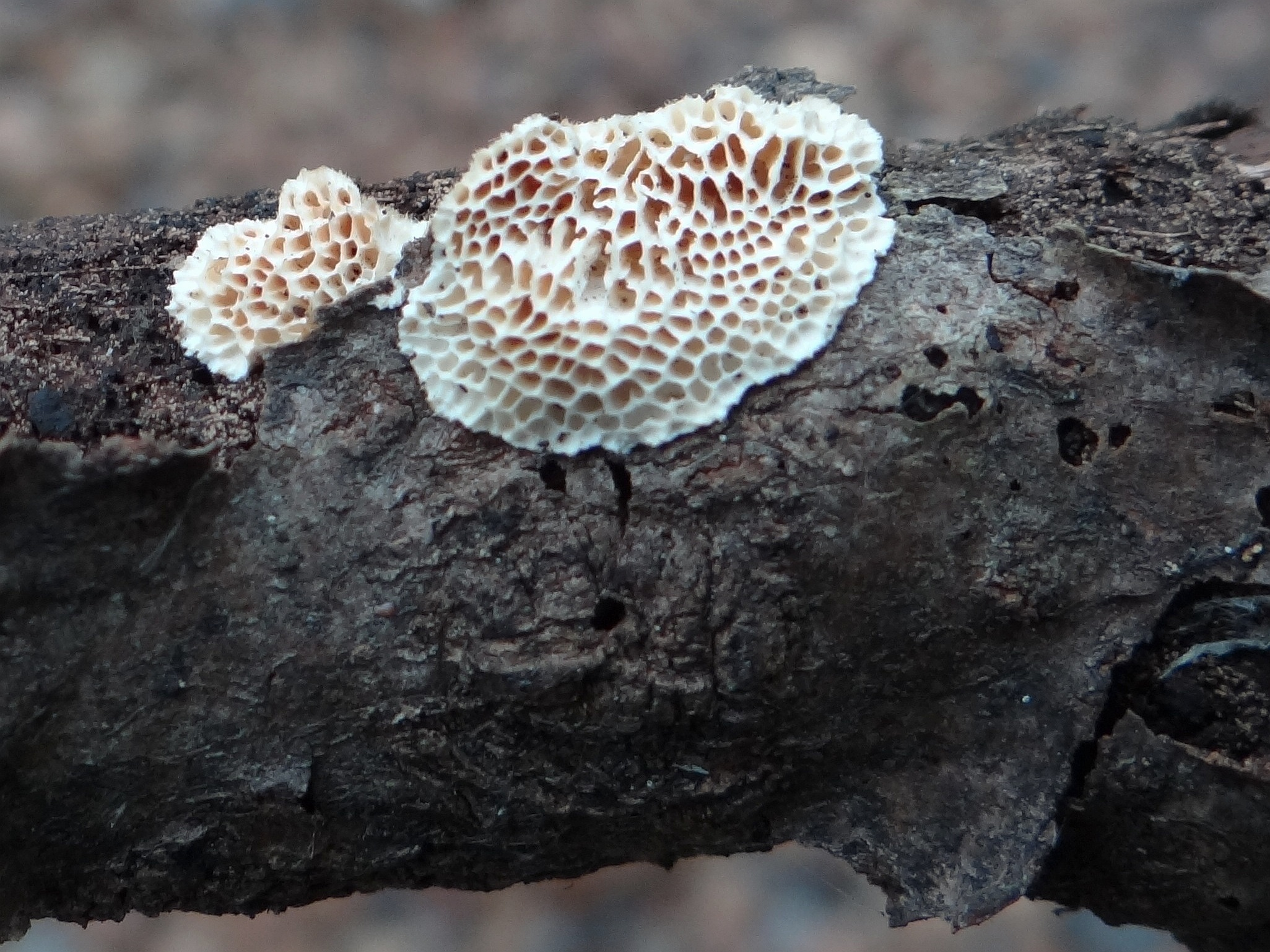
Poriën